# لیست موریلو
لیسِت موریلو مونترو (به انگلیسی: Licett Morillo Montero؛ زادهٔ ۱۹۹۶) یک مدل دومینیکنی است. چند ماه پس از کشف توسط یک آژانس مدلینگ در مسیر مدرسه، در هفته مد میلان برای برند پراداروی صحنه رفت.

## حرفه
موریلو در سال ۲۰۱۸ در مسیر مدرسه توسط نیلنی دیپتون، مدیر یک آژانس مدلینگ، کشف شد. او در آن زمان در یک کارخانه پلاستیک‌سازی مشغول به کار بود. دیپتون تصاویر او را برای مدیر دستیار استعدادیابی آژانس آی‌ام‌جی ارسال کرد و پس از امضای قرارداد، موریلو برای شرکت در هفته مد به میلان اعزام شد. ماه بعد، او به‌عنوان مدل اختصاصی پرادا، که توسط اشلی بروکا انتخاب شده بود، در نقش افتتاح‌کننده و اختتام‌کننده نمایش فعالیت خود را آغاز کرد و به‌عنوان اولین مدل رنگین‌پوست این جایگاه را به دست آورد. آژانس آی‌ام‌جیبا او قرارداد بست، زیرا جنی رز، معاون ارشد این آژانس، معتقد بود که موریلو چهره‌ای متمایز دارد. رز موفقیت موریلو در پرادا را به موفقیت بازیگری در کسب جایزه اسکار برای اولین نقش‌آفرینی‌اش تشبیه کرد. در پاریس، او برای برندهایی از جمله سلین، سن لوران، والنتینو، پاکو رابان، کلوئه و هرمس روی صحنه رفت. همچنین برای برندهای ویکتوریا بکهام ، دیور ، لانوین ، میسونی ، جیل ساندر ، ورساچه ، مکس مارا ، الکساندر مک‌کوئین کوئین، ورا ونگ ، کارولینا هررا ، جیسون وو ، مایکل کورس ، لاکست ، اردم ، آن دمولمستر اسکار دلا رنتا فعالیت کرده است.
در سپتامبر ۲۰۱۹، موریلو یکی از اولین مدل‌های دومینیکنی بود که به همراه امبار کریستال زارزوئلا، مانوئلا سانچز و آنیبلیس بائز روی جلد مجله ووگ مکزیک ظاهر شد. او همچنین به‌تنهایی روی جلد شماره ژانویه ۲۰۲۰ این مجله حضور یافت.  موریلو روی جلد مجله دیزد نیز ظاهر شده است. او در سرمقاله‌های مجلاتی مانند ووگ بریتانیا، ووگ اسپانیا، ووگ ایتالیا، ووگ استرالیا، کتاب مد سی‌آر، مجله آی‌دی، سلف سرویس و گاراژ و همچنین در کتابچه‌های تصویری کوچ اینکورپوریتد و بارنیز نیویورک حضور داشته است.